# Katolička Crkva u Poljskoj
Katolička crkva u Poljskoj je najveća vjerska zajednica u Poljskoj, podijeljena je na 14 nadbiskupija, 27 biskupija i vojni ordinarij.
Otkako je u Poljskoj službeno usvojeno zapadno kršćanstvo 966. godine, Katolička crkva je odigrala važnu vjersku, političku i kulturnu ulogu u zemlji.
Kroz stoljeća, Poljska je bila pretežno katolička zemlja, a za većinu Poljaka katoličanstvo je dio poljskog identiteta. Religija je bila dio onoga što razdvaja poljsku kulturu od susjedne Njemačke, napose istočne i sjeverne Njemačke koja je većinom luteranska, te istočnih zemalja koje su većinom pravoslavne.
Za vrijeme strane vlasti, Katolička crkva je za mnoge Poljake kulturni čuvar u borbi za neovisnost i nacionalni opstanak. Na primjer, poljska opatija u Częstochowi, koja se uspješno oduprla u opsadi tijekom švedske invazije u 17. stoljeću, postala je simbol nacionalnog otpora okupaciji. Uspostavom komunističkog režima pod kontrolom Sovjetskog Saveza nakon Drugog svjetskog rata Crkvi je dopušteno da i dalje ispunjava svoju ulogu, iako nedavni navodi ukazuju da je postojala neka suradnja između klera i poljskog režima.  Izbor poljskog kardinala Karola Wojtyle 1978. godine za papu ojačao je Crkvu. Brojni posjeti Ivana Pavla II. svojoj zemlji dali su poticaj protivljenju sovjetskom režimu. Njegova beatifikacija 2011. bila je trenutak ponosa i radosti za Poljsku crkvu.

## Broj katolika
Trenutno većina Poljaka oko 88% pripadnici su Katoličke crkve dok ih 58% prakticira vjeru, prema istraživanju Centra za istraživanje javnog mijenja. Prema Ministarstvu vanjskih poslova Republike Poljske, 95% Poljaka pripadaju Rimokatoličkoj crkvi.Međutim, to se temelji na broju ljudi krštenih u djetinjstvu,  podatke koje daje sama Crkva. CIA Factbook daje broj od 89,8% pripadnika Rimokatoličke crkve i oko 75% stanovnika koji prakticiraju vjeru. Stope vjerskog štovanja stalno se smanjuju, međutim ostaje da je Poljska jedna od najpobožnijih zemlje u Europi. Poljski katolici sudjeluju u sakramentima češće nego njihovi kolege u većini zapadnoeuropskih i sjevernoameričkih zemalja. Na primjer, 2009. istraživanje provedeno od strane same Crkve pokazala je da 80% Poljaka ide na Ispovijed najmanje jednom godišnje, a 60% češće nego jednom godišnje. Tarnów je najreligiozniji grad u Poljskoj, a Lodz najmanje. Općenito, južni i istočni dio Poljske su više religiozni od onih zapadnih i sjevernih. Ipak, velika većina Poljaka i dalje za sebe govori, da su rimokatolici.

## Hijerarhija
| - Nadbiskupija - Biskupija |

Latinska imena biskupija u kurzivu.
- Białystok, Bialostocensis (1)
  - Drohiczyn, Drohiczinensis (2)
  - Łomża, Lomzensis (3)
- Cracow, Cracoviensis (4)
  - Bielsko–Żywiec, Bielscensis-Zyviecensis (5)
  - Kielce, Kielcensis (6)
  - Tarnów, Tarnoviensis (7)
- Częstochowa, Czestochoviensis (8)
  - Radom, Radomensis (9)
  - Sosnowiec, Sosnoviensis (10)
- Gdańsk, Gedanensis (11)
  - Pelplin, Pelplinensis (12)
  - Toruń, Thoruniensis (13)
- Gniezno, Gnesnensis (14)
  - Bydgoszcz, Bydgostiensis (15)
  - Włocławek, Vladislaviensis (16)
- Katowice, Katovicensis (17)
  - Gliwice, Glivicensis (18)
  - Opole, Opoliensis (19)
- Łódź, Lodziensis (20)
  - Łowicz, Lovicensis (21)
- Lublin, Lublinensis (22)
  - Sandomierz, Sandomiriensis (23)
  - Siedlce, Siedlecensis (24)
- Poznań, Posnaniensis (25)
  - Kalisz, Calissiensis (26)
- Przemyśl, Premisliensis (27)
  - Rzeszów, Rzeszoviensis (28)
  - Zamość-Lubaczów, Zamosciensis-Lubaczoviensis (29)
- Szczecin-Kamień, Sedinensis-Caminensis (30)
  - Koszalin-Kołobrzeg, Coslinensis-Colubreganus (31)
  - Zielona Góra-Gorzów Wielkopolski, Viridimontanensis-Gorzoviensis (32)
- Warmia (Olsztyn), Varmiensis (33)
  - Elbląg, Elbingensis (34)
  - Ełk, Liccanensis (35)
- Varšava, Varsaviensis (36)
  - Płock, Plocensis (37)
  - Warsaw-Praga, Varsaviensis-Pragensis (38)
- Wrocław, Vratislaviensis (39)
  - Legnica, Legnicensis (40)
  - Świdnica, Suidniciensis (41)

## Vanjske poveznice
- Konferencija episkopata Poljske